# アタックヤング
アタックヤングは、STVラジオ（2005年9月30日までは札幌テレビ放送ラジオ局）が、1970年9月28日から2016年3月31日まで放送していた深夜のラジオ番組、通称『アタヤン』。

## 概要
前身は「夜のディスクパーティー」。基本的な構成は番組開始当初からほぼ変わらず、パーソナリティのフリートークと音楽、ミニコーナーなどを中心にしている。
パーソナリティは放送開始当初より曜日毎の日替わりで担当し、番組名には名前が冠され『○○○○のアタックヤング』となる。
当番組のパーソナリティを担当した後に、全国区の知名度となった人物が多い。
全盛期は他局の裏番組を圧倒しており、1989年の調査では本番組の放送されていた午前0時台のシェアが全曜日平均で90%超を記録していた。
1991年3月21日には、ホリデーワイドスペシャルとしてアタックヤング20周年記念番組「ありがとうは出発の言葉」を放送した。

## 放送時間
- 月曜 - 木曜 24:00 - 25:00（最末期）
  - 放送時間は24:00 - 24:50の時期、24:00 - 24:45の時期など、変動があった。また、日曜は24:30 - 25:20放送の時期があった。詳細は#歴史を参照。

## 歴史
- 1970年9月28日 - 放送開始[注釈 3]。
- 1971年4月 - 土曜日の放送を終了。
- 1975年4月 - 初のアナウンサーではない外部パーソナリティとして河村通夫、横山和之が加入[4]。
- 1980年4月 - 日曜日のみ30分繰り下げ、24時30 - 25時20分の放送となる。
- 1982年10月 - 日曜日の放送が元の24時 - 24時50分となり、他曜日と同じになる。
- 1987年4月 - 土曜日の放送が復活。
- 1988年10月 - 月曜～金曜23時 - 23時10枠で「アタヤンイレブン」がスタート。出演者は当時の24時台の本編出演者と同じ（1990年3月まで）[5][注釈 4]。
- 1992年10月 - 全曜日放送時間が10分拡大、24時 - 25時の放送となる。
- 1997年4月 - 日曜日の放送を終了。
- 1997年9月 - 土曜日の放送が再び終了[注釈 5]。日曜日の放送が復活。
- 1999年4月 - 番組名を『アタヤンPUSH!』に変更、2年後、日曜日の放送が終了。

- 2002年10月 - STVラジオ開局40周年番組として『復活!魂のアタックヤング』を放送。
- 2006年4月 - 番組名を『アタックヤング』に再び戻す。
- 2011年4月 - 日曜日の放送が復活。他番組からの枠移動や企画刷新を含め、6曜日中、4曜日が新出演者となった。
- 2013年4月 - 日曜日の放送が再び終了。『吉川のりおのアタックヤング』終了で、STVアナウンサーが担当する曜日が無くなり、番組開始以来、全ての曜日をタレント、ミュージシャンが担当する。
- 2015年4月 - 金曜日の放送が終了。放送時間が15分縮小し、45分番組となる。
- 2015年9月 - 放送時間が15分拡大し、1時間番組に。金曜は月替わりパーソナリティが担当する『アタヤンNEXT』（24時 - 24時40分）が放送開始。同年10月は工藤聖太が担当し、アタックヤングとしてはSTVアナウンサーが再び担当した。
- 2016年3月 - 『アタックヤング』の終了を各曜日の番組内で発表。『アタヤンNEXT』は3月25日に、『アタックヤング』は3月31日それぞれ終了。45年6ヶ月の歴史に幕を下した。

『アタックヤング』終了後、月～木はニッポン放送から『ミュ〜コミ+プラス』をネット受け。0時53分からは林美玖による『Pop'n Rollミュージック』を放送。また、『アタヤンNEXT』の後枠は林と浅利琳太郎による『Pop'n Rollにズキューン FRIDAY』を放送。
- 2022年4月1日 - STVラジオ開局60周年記念企画の一環として『アタックヤング60』の名で金曜24時台にて1年間限定で復活[6]。

## パーソナリティ

### 番組終了時 (2015年度下半期の担当)
- 月曜：ザ・ビエル座（箕輪直人・雨夜秀興）
- 火曜：城太郎
- 水曜：川田まみ
- 木曜：上杉周大（THE TON-UP MOTORS）
- 金曜：月替わりパーソナリティ「アタヤンNEXT」
  - 10月：工藤聖太（STVアナウンサー）
  - 11月：松下祐貴子（STVアナウンサー）
  - 12月：白川安彦
  - 1月：大家彩香（STVアナウンサー）
  - 2月：加我卓也
  - 3月：すずらん

### これ以外のパーソナリティ

#### タレント・歌手など
- KAN[注釈 6]
- 松山千春
- みのや雅彦
- 田中義剛
- MARU
- 大森俊治
- 桂竹丸
- 林家しん平
- 河村通夫
- 山崎まさよし
- 鈴木一平
- 横山和之
- 五十嵐浩晃
- 日高晤郎[注釈 7]
- 絶食ブラザーズ

- 牧泰昌
- Birthday Suit（佐木伸誘・松崎真人）
- 宮地佑紀生
- TOMOKO
- 上田雅一
- 大植三奈江
- 村上ユカ
- Non
- 佐々木拓大・黒岩孝康（札幌スーパーギャグメッセンジャーズ）
- 左近誠道（SACON）
- 音尾琢真（TEAM NACS）
- SE-NO
- 大西暁子
- 青山千景
- the武田組[注釈 8]

#### STVアナウンサー（当時含む）
- 笹原嘉弘
- 青木亮
- 小林裕幸
- 松田久美子
- 高野義雄
- 長南敏雄
- 村上元昭
- 喜瀬浩
- 阿久津正行
- 上島道子
- 工藤浩
- 臼井佳子
- 和久井薫
- 平野美知良
- 木村洋二
- 明石英一郎[注釈 9]
- 工藤準基
- 片山雅子
- 落合美穂

- 萩原隆雄
- 坂本咲子[注釈 10]
- 石田久美子
- 神原智己[注釈 11]
- 千秋幸雄
- 船守小智子[注釈 12]
- 春日和彦
- 堺菜穂子（なおこ）
- 権田裕子
- 橋本登代子
- 森中慎也
- 福永俊介
- 中島静佳
- 岡崎和久
- 内山佳子
- 近藤麻智子
- 岡本博憲
- 藤井孝太郎
- 吉川典雄

## 担当曜日・担当期間

### 第1期 (1970年10月 - 1999年3月)
| 期間       | 期間       | 月         | 火           | 水         | 木         | 金         | 土         | 日         |
| ---------- | ---------- | ---------- | ------------ | ---------- | ---------- | ---------- | ---------- | ---------- |
| 1970年10月 | 1971年03月 | 笹原嘉弘   | 青木亮       | 小林裕幸   | 松田久美子 | 高野義雄   | 長南敏雄   | 村上元昭   |
| 1971年04月 | 1971年09月 | 松田久美子 | 小林裕幸     | 笹原嘉弘   | 長南敏雄   | 村上元昭   | 放送なし   | 喜瀬浩     |
| 1971年10月 | 1972年03月 | 松田久美子 | 喜瀬浩       | 笹原嘉弘   | 阿久津正行 | 小林裕幸   | 放送なし   | 村上元昭   |
| 1972年04月 | 1972年09月 | 高野義雄   | 松田久美子   | 小林裕幸   | 笹原嘉弘   | 阿久津正行 | 放送なし   | 村上元昭   |
| 1972年10月 | 1973年03月 | 村上元昭   | 高野義雄     | 笹原嘉弘   | 小林裕幸   | 松田久美子 | 放送なし   | 阿久津正行 |
| 1973年04月 | 1973年07月 | 高野義雄   | 笹原嘉弘     | 阿久津正行 | 上島道子   | 村上元昭   | 放送なし   | 喜瀬浩     |
| 1973年07月 | 1973年09月 | 喜瀬浩     | 高野義雄     | 笹原嘉弘   | 阿久津正行 | 村上元昭   | 放送なし   | 上島道子   |
| 1973年10月 | 1974年03月 | 村上元昭   | 上島道子     | 阿久津正行 | 高野義雄   | 喜瀬浩     | 放送なし   | 笹原嘉弘   |
| 1974年04月 | 1974年04月 | 村上元昭   | 喜瀬浩       | 阿久津正行 | 小林裕幸   | 野村洋子   | 放送なし   | 高野義雄   |
| 1974年05月 | 1974年06月 | 野村洋子   | 高野義雄     | 喜瀬浩     | 村上元昭   | 小林裕幸   | 放送なし   | 阿久津正行 |
| 1974年07月 | 1974年09月 | 臼井佳子   | 高野義雄     | 喜瀬浩     | 村上元昭   | 小林裕幸   | 放送なし   | 阿久津正行 |
| 1974年10月 | 1975年03月 | 高野義雄   | 小林裕幸     | 工藤浩     | 村上元昭   | 臼井佳子   | 放送なし   | 喜瀬浩     |
| 1975年04月 | 1976年03月 | 喜瀬浩     | 河村通夫     | 村上元昭   | 高野義雄   | 臼井佳子   | 放送なし   | 横山和之   |
| 1976年04月 | 1976年09月 | 河村通夫   | 高野義雄     | 喜瀬浩     | 臼井佳子   | 笹原嘉弘   | 放送なし   | 横山和之   |
| 1976年10月 | 1977年03月 | 喜瀬浩     | 高野義雄     | 河村通夫   | 臼井佳子   | 笹原嘉弘   | 放送なし   | 横山和之   |
| 1977年04月 | 1978年03月 | 松山千春   | 工藤浩       | 河村通夫   | 臼井佳子   | 喜瀬浩     | 放送なし   | 横山和之   |
| 1978年04月 | 1978年09月 | 河村通夫   | 工藤浩       | 松山千春   | 臼井佳子   | 喜瀬浩     | 放送なし   | 横山和之   |
| 1978年10月 | 1979年03月 | 河村通夫   | 工藤浩       | 松山千春   | 臼井佳子   | 和久井薫   | 放送なし   | 横山和之   |
| 1979年04月 | 1980年03月 | 河村通夫   | 工藤浩       | 工藤準基   | 臼井佳子   | 和久井薫   | 放送なし   | 横山和之   |
| 1980年04月 | 1980年04月 | 河村通夫   | 橋本登代子   | 工藤準基   | 臼井佳子   | 和久井薫   | 放送なし   | 横山和之   |
| 1980年05月 | 1981年03月 | 河村通夫   | 橋本登代子   | 和久井薫   | 臼井佳子   | 工藤準基   | 放送なし   | 横山和之   |
| 1981年04月 | 1981年09月 | 鈴木一平   | 工藤準基     | 橋本登代子 | 堺菜穂子   | 春日和彦   | 放送なし   | 五十嵐浩晃 |
| 1981年10月 | 1983年03月 | 鈴木一平   | 橋本登代子   | 工藤準基   | 堺菜穂子   | 春日和彦   | 放送なし   | 五十嵐浩晃 |
| 1983年04月 | 1984年03月 | 林家しん平 | 田中義剛     | 石田久美子 | 春日和彦   | 堺菜穂子   | 放送なし   | 平野美知良 |
| 1984年04月 | 1984年12月 | 林家しん平 | 田中義剛     | 春日和彦   | 堺菜穂子   | 牧泰昌     | 放送なし   | 猶木裕子   |
| 1985年01月 | 1985年03月 | 林家しん平 | 田中義剛     | 春日和彦   | 権田裕子   | 牧泰昌     | 放送なし   | 猶木裕子   |
| 1985年04月 | 1986年03月 | 林家しん平 | 田中義剛     | 宮地佑紀生 | 木村洋二   | 春日和彦   | 放送なし   | 権田裕子   |
| 1986年04月 | 1987年03月 | 林家しん平 | 田中義剛     | 千秋幸雄   | 木村洋二   | 春日和彦   | 放送なし   | 権田裕子   |
| 1987年04月 | 1987年09月 | 林家しん平 | 田中義剛     | みのや雅彦 | 権田裕子   | 森中慎也   | 木村洋二   | 千秋幸雄   |
| 1987年10月 | 1988年09月 | 林家しん平 | 田中義剛     | みのや雅彦 | 片山雅子   | 森中慎也   | 木村洋二   | 千秋幸雄   |
| 1988年10月 | 1989年08月 | 木村洋二   | 田中義剛     | 千秋幸雄   | みのや雅彦 | 森中慎也   | 明石英一郎 | KAN        |
| 1989年09月 | 1990年09月 | 木村洋二   | 田中義剛     | 坂本咲子   | みのや雅彦 | 森中慎也   | 明石英一郎 | KAN        |
| 1990年10月 | 1991年03月 | 木村洋二   | 田中義剛     | 坂本咲子   | みのや雅彦 | KAN        | 明石英一郎 | MARU       |
| 1991年04月 | 1992年03月 | 木村洋二   | 桂竹丸       | 坂本咲子   | みのや雅彦 | KAN        | 明石英一郎 | MARU       |
| 1992年04月 | 1992年09月 | 木村洋二   | 桂竹丸       | 坂本咲子   | MARU       | KAN        | 明石英一郎 | みのや雅彦 |
| 1992年10月 | 1993年09月 | 木村洋二   | 萩原隆雄     | 坂本咲子   | MARU       | KAN        | 明石英一郎 | みのや雅彦 |
| 1993年10月 | 1994年09月 | 木村洋二   | みのや雅彦   | 落合美穂   | MARU       | KAN        | 明石英一郎 | 萩原隆雄   |
| 1994年10月 | 1995年03月 | 木村洋二   | BirthdaySuit | 落合美穂   | MARU       | KAN        | 明石英一郎 | 萩原隆雄   |
| 1995年04月 | 1995年09月 | 千秋幸雄   | BirthdaySuit | 神原智己   | MARU       | KAN        | 明石英一郎 | 福永俊介   |
| 1995年10月 | 1997年03月 | 千秋幸雄   | 山崎まさよし | 神原智己   | 大植三奈江 | KAN        | 明石英一郎 | 福永俊介   |
| 1997年04月 | 1997年09月 | 明石英一郎 | 山崎まさよし | 神原智己   | 大植三奈江 | KAN        | 福永俊介   | 放送なし   |
| 1997年10月 | 1998年03月 | 明石英一郎 | TOMOKO       | 上田雅一   | 大植三奈江 | KAN        | 放送なし   | 福永俊介   |
| 1998年04月 | 1999年03月 | 明石英一郎 | TOMOKO       | 上田雅一   | 村上ユカ   | KAN        | 放送なし   | 福永俊介   |

### 『アタヤンPUSH!』期 (1999年4月 - 2006年3月)
アタヤンPUSH!#出演者 を参照。

### 第2期 (2006年4月 - 2016年3月)
| 期間       | 期間       | 月           | 火                  | 水                                  | 木       | 金                                    | 日                                |
| ---------- | ---------- | ------------ | ------------------- | ----------------------------------- | -------- | ------------------------------------- | --------------------------------- |
| 2006年4月  | 2007年03月 | 福永俊介     | 内山佳子            | 札幌スーパー ギャグメッセンジャーズ | 岡崎和久 | 音尾琢真                              | 放送なし                          |
| 2007年4月  | 2007年09月 | 福永俊介     | 内山佳子            | 札幌スーパー ギャグメッセンジャーズ | SACON    | 音尾琢真                              | 放送なし                          |
| 2007年10月 | 2007年12月 | 藤井孝太郎   | 内山佳子            | 札幌スーパー ギャグメッセンジャーズ | SACON    | 音尾琢真                              | 放送なし                          |
| 2008年01月 | 2009年03月 | 藤井孝太郎   | 近藤麻智子          | 札幌スーパー ギャグメッセンジャーズ | SACON    | 音尾琢真                              | 放送なし                          |
| 2009年04月 | 2010年03月 | 藤井孝太郎   | 岡本ひろかず        | 札幌スーパー ギャグメッセンジャーズ | SACON    | 音尾琢真                              | 放送なし                          |
| 2010年04月 | 2011年03月 | 藤井孝太郎   | 大西暁子・ 青山千景 | 札幌スーパー ギャグメッセンジャーズ | SACON    | 音尾琢真                              | 放送なし                          |
| 2011年04月 | 2011年03月 | 藤井孝太郎   | 大西暁子・ 青山千景 | ザ・ビエル座                        | 上杉周大 | 吉川のりお 『ザ・ミュージックアワー』 | the武田組 『the武田組のよるだち』 |
| 2012年04月 | 2013年03月 | ザ・ビエル座 | 大西暁子・ 青山千景 | 川田まみ                            | 上杉周大 | 吉川のりお 『ザ・ミュージックアワー』 | the武田組 『the武田組のよるだち』 |
| 2013年04月 | 2014年03月 | ザ・ビエル座 | 大西暁子・ 青山千景 | 川田まみ                            | 上杉周大 | the武田組 『the武田組のよるだち』     | 放送なし                          |
| 2014年04月 | 2015年03月 | ザ・ビエル座 | SE-NO               | 川田まみ                            | 上杉周大 | 城太郎                                | 放送なし                          |
| 2015年04月 | 2015年09月 | ザ・ビエル座 | 城太郎              | 川田まみ                            | 上杉周大 | この間は『ブレイク スカウター』を放送 | 放送なし                          |
| 2015年10月 | 2016年03月 | ザ・ビエル座 | 城太郎              | 川田まみ                            | 上杉周大 | 『アタヤンNEXT』 （月替わり）         | 放送なし                          |

## 番組内容
詳細は各番組の項目を参照
- 林家しん平のアタックヤング
- 河村通夫のアタックヤング
- 鈴木一平のアタックヤング
- 横山和之のアタックヤング
- 五十嵐浩晃のアタックヤング
- 春日和彦のアタックヤング
- 森中慎也のアタックヤング
- 明石英一郎のアタックヤング
- 福永俊介のアタックヤング
- 内山佳子のアタックヤング
- 近藤麻智子のアタックヤング
- 岡本ひろかずのアタックヤング
- 札幌スーパーギャグメッセンジャーズのアタックヤング
- SACONのアタックヤング
- 音尾琢真のアタックヤング
- 藤井孝太郎のアタックヤング
- 川田まみのアタックヤング

## オープニングテーマ曲
1970年10月 - 1981年3月
Take A Letter Maria（浮気なマリア）/ サンディ・ネルソン
R.B.Greeves（1969年米）のアレンジ版
収録アルバム：Groovy（1970年、LP盤）B面1曲目
1981年4月 - 1999年4月4日
ELECTRO-PHANTASMA（デイヴ・グルーシン）
映画『出逢い』（1979年米）のサントラ曲。

## 番組ロゴ
- 初代：1970年 - 1981年
- 2代目：1981年 - 1985年
- 3代目：1985年 - 1992年
- 4代目：1992年 - 1999年
- 5代目：2006年 - 2016年

## ノベルティグッズ
- アタヤンＴシャツ
- アタヤン ソックス
- アタヤン人形
- アタヤン ウォッチ
- アタヤン ツインペン
- アタヤン ハット（白と青のストライプのチューリップハット）
- ペンケース（通称「アタヤン缶ペン」）
- マイク型ラジオ
- テレフォンカード
- クリアファイル
- レポート用紙
- 福介チルドレンタオル

## アタックヤング60
2022年4月1日から2023年3月31日まで、STVラジオ開局60周年記念企画の一環で『アタックヤング60（-シックスティー）』として復活放送を実施。パーソナリティは若手アナウンサーを月替りで起用し、タイトルコールは各月のパーソナリティ名を入れ「〇〇（パーソナリティ）のアタックヤング60」と発していた。また、本番組と同じく60周年記念番組のサウンドプラントスペシャルでも復活特番を編成し、2022年12月4日に「みのや雅彦のアタックヤング」、12月18日に1970年代から90年代の音源を振り返る「喜瀬ひろしと吉川のりおのThe Legend of アタックヤング」を放送。
放送時間
- 毎週土曜日 0:00-1:00（金曜深夜24:00 - 25:00）

パーソナリティ
いずれも当時STVアナウンサー。
- 4月：大家彩香[6]
- 5月：木戸聡彦
- 6月：西尾優希
- 7月：北本隆雄
- 8月：久保朱莉
- 9月：佐々木美波
- 10月：佐藤宏樹[8]
- 11月：村雨美紀[8]
- 12月：工藤聖太[8]
- 2023年1月：久保明日香
- 2月：岡田和樹
- 3月：兼子真衣